# Saint-Étienne-du-Rouvray
Saint-Étienne-du-Rouvray je južno predmestje Rouena in občina v severozahodnem francoskem departmaju Seine-Maritime regije Zgornje Normandije. Leta 1999 je naselje imelo 29.092 prebivalcev.

## Geografija
Kraj leži na levem bregu reke Sene južno od središča Rouena; je za Sottevillom njegovo drugo največje predmestje.

## Administracija
Saint-Étienne-du-Rouvray je sedež istoimenskega kantona, v katerega je poleg njegove vključena še občina Oissel s 40.145 prebivalci. Manjši severni del občine se nahaja v kantonu Sotteville-lès-Rouen-Vzhod. Oba kantona sta sestavna dela okrožja Rouen.